# 滿洲民族主義

滿洲國國旗源於北洋政府的五色旗，其中黃色最多。黃色、紅色、藍色、白色和黑色又分別代表滿族、漢族、蒙古族、大和民族和朝鮮民族，象徵著五族協和，四個民族在滿族的統治下攜手建設滿洲

满洲民族主义為一種民族主義思想，主張以滿族建立民族國家或是满族占统治地位的国家。這主要部分前清满族上层人物在20世紀初期试图应对社会上的排满情绪而萌生的意识形态，并视之为复辟大清帝國的重要步骤。此后，这些人虽然在日本关东军帮助下建立了满洲国，但因实权旁落，复辟清朝的构想最终未能实现。

## 历史

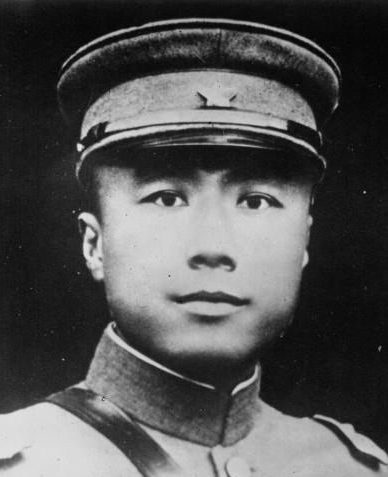
熙洽是满洲民族主义的提倡者之一

吳启讷认为在推翻清朝的过程中，革命党人主张汉民族主义反抗清廷，以“驱除鞑虏，恢复中华”为口号，将满族视为异族仇敵，并在辛亥革命中付诸实现。清朝滅亡、中華民國成立後，由于百年来的民族积怨，以汉人为主体的社会仍然延续了排斥满族的态度。而这种观念刺激了一些满族上层人物希望“独立满洲”的想法。例如，清朝宗室出身的熙洽积极参与宗社党复辟清廷的活动，并将提倡满洲民族主义视为恢复清廷的必要步骤。1932年，日本关东军以逊帝溥仪为执政在其祖先发祥地满洲建立满洲国。然而，尽管关东军方面提倡以满洲民族复兴为宗旨的满洲民族主义，但事实上并不愿意配合熙洽等人构建一个强大的满洲国武装力量的设想，仅在满洲国军中安插由满族士兵组成的警卫连，用以监视汉族军人。另外，在满洲国军中，日满军官的待遇差异很大，以日本人为长官的总务厅更是掌握了满洲国行政事务的实权，而国务院只能听命于总务厅。滿洲國建國前，日本人就告诉溥仪，满洲国不是大清的復辟。满洲国亦非以满族为单一民族的国家，而是包含了当时滿洲地區的各个民族，所谓“满洲人”指的也是满洲国境内之所有公民，因此熙洽等人以满洲民族主义为理念复辟清朝的构想成为了泡影。1945年，满洲国于日本战败后解体。此后，其原有领土先后成为中华民国、中华人民共和国的一部分至今。
在当代，随着互联网的快速发展，满族论坛等网络社群的出现，还有互联网上与部分汉族网民的冲突都在某种程度上促使了满族民族意识的恢复。满族青年开始关心满族文化，并自发学习满语，反映出了现代满族人对民族的身份认同。与此同时，也产生了对“满洲民族主义”的再讨论。不过，有满族学者对此表示，当代满族“没有强烈的满洲民族主义，更多是文化上的怀旧，是个人在全球化的社会条件下寻找身份归属认同的努力。”

### 文中引注
1. 1 2 3 4 5 6  吴启讷 2015，第4頁
2. ↑  溥仪 2007，第223-224頁
3. ↑  金启孮 2009，第160頁
4. 1 2 3 4  游润恬 2016
5. ↑   參:

### 书籍
- 金启孮. . 中华书局. 2009. ISBN 9787101068566.
- 溥仪. . 群众出版社. 2007. ISBN 9787501435579.

### 期刊
- 吴启讷.  (PDF). 《民族社会学研究通讯》 (北京大学中国社会与发展研究中心). 2015, (186)  [2017-11-26]. （原始内容 (PDF)存档于2017-11-26）.

### 新闻
- 游润恬. . 联合早报. 2016-12-4  [2017-11-26]. （原始内容存档于2017-11-26）.